# Gevenich (Linnich)
Gevenich is een plaats in de Duitse gemeente Linnich, deelstaat Noordrijn-Westfalen, en telt 807 inwoners (2005).